# Anastagia Pierre
Anastagia Pierre (Miami, 5 ottobre 1988) è una modella bahamense, eletta Miss Bahamas il 1º maggio 2011.
In precedenza, la Pierre aveva partecipato a Miss Teen USA 2004, in qualità di Miss Florida Teen USA 2004. Aveva inoltre vinto il concorso Miss Florida USA 2009, ottenendo quindi la possibilità di partecipare a Miss USA 2009, concorso poi vinto da Kristen Dalton. Nel 2010, Anastagia Pierre aveva inoltre partecipato a Miss Intercontinental 2010 in rappresentanza delle Bahamas, classificandosi seconda, dietro la vincitrice Maydelise Columna, rappresentante di Porto Rico.
Vincendo il titolo nazionale di Miss Bahamas, la modella ha quindi guadagnato il diritto di rappresentare le Bahamas in occasione di Miss Universo 2011, che si è tenuto a San Paolo, in Brasile, il 12 settembre 2011.